# Milan Vinopal
Milan Vinopal (* 15. února 1963) je bývalý český fotbalista, obránce.

## Fotbalová kariéra
V lize hrál za Duklu Praha a SK Hradec Králové. V československé lize nastoupil ve 3 utkáních. Dále hrál ve druhé lize za VTJ Tábor, Škodu Plzeň a DP Xaverov Horní Počernice.

## Ligová bilance
| Ročník                                   | Zápasy | Góly | Klub              |
| ---------------------------------------- | ------ | ---- | ----------------- |
| 1. československá fotbalová liga 1982/83 | 2      | 0    | Dukla Praha       |
| 1. československá fotbalová liga 1990/91 | 1      | 0    | SK Hradec Králové |
| CELKEM                                   | 3      | 0    |                   |